# 格萨拉彝族乡
格萨拉彝族乡，是中华人民共和国四川省攀枝花市盐边县下辖的一个乡镇级行政单位。

## 行政区划
格萨拉彝族乡下辖以下地区：
坪原村、支六河社区村、后元村、羊槽子村、洼落村、四家村、大坪子社区村、古德社区村、大湾村、韭菜坪社区村和茅坪子村。